# Tad J. Oelstrom

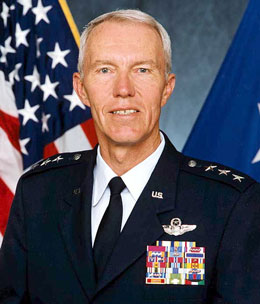
Tad J. Oelstrom

Tad J. Oelstrom (* 14. Februar 1943 in Milwaukee, Wisconsin) ist ein pensionierter Generalleutnant der United States Air Force. Er war unter anderem Leiter (Superintendent) der United States Air Force Academy.

## Leben
Im Jahr 1965 absolvierte Tad Oelstrom die United States Air Force Academy in Colorado Springs. Nach seiner Graduation wurde er als Leutnant in das Offizierskorps der Air Force aufgenommen. In der Folge durchlief er alle Offiziersgrade vom Leutnant bis zum Drei-Sterne-General.
Im Lauf seiner militärischen Karriere absolvierte er verschiedene Kurse und Schulungen. Dazu gehörten unter anderem eine Ausbildung zum Kampfpiloten und weitere Fortbildungskurse als Pilot neuer Flugzeugtypen, die Squadron Officer School auf der Maxwell Air Force Base in Alabama, das Air Command and Staff College, das sich ebenfalls auf der Maxwell AFB befindet, das Industrial College of the Armed Forces in Fort Lesley J. McNair in Washington, D.C. und das United States Army War College in Carlisle in Pennsylvania. Außerdem erhielt er einen akademischen Grad von der Auburn University.
In seinen frühen Jahren als Offizier der Luftwaffe war er an verschiedenen Stützpunkten in den Vereinigten Staaten stationiert. Dabei war er als Pilot, Flugausbilder oder Stabsoffizier bei unterschiedlichen Einheiten tätig. Dazwischen absolvierte er die erwähnten Schulungen. Zwischen März 1967 und August 1968 war er als Pilot auf der Ramstein Air Base in Deutschland stationiert. Danach war er zwischen Januar 1970 und Februar 1971 als Kampfpilot im Vietnamkrieg eingesetzt. Eine weitere Auslandsversetzung führte ihn in den Jahren 1974 bis 1976 nach Großbritannien auf Luftwaffenstützpunkte der Royal Air Force in Wales und England.
Zwischen August 1987 und Juni 1990 war Tad Oelstrom als Oberst auf dem Luftwaffenstützpunkt der Royal Air Force in Bentwaters in England zunächst stellvertretender und dann regulärer Kommandeur des 81. Taktischen Geschwaders (81st Tactical Fighter Wing). Danach gehörte er bis September 1991 dem Stab des United States European Command in Stuttgart an. Anschließend kehrte er zur Ramstein Air Base zurück, wo er bis Mai 1992 Generalinspekteur im Hauptquartier der United States Air Forces in Europe war. Es folgte eine bis zum Oktober 1992 andauernde Versetzung nach Südostasien, wo er das 4404. Geschwader (4404th Composite Wing) kommandierte.
Anschließend kehrte er erneut zur Ramstein Air Base zurück. Dort erhielt er den Oberbefehl über das 86. Kampfgeschwader (86th Fighter Wing). Gleichzeitig leitete er die Kaiserslautern Military Community. Diese Aufgaben nahm er zwischen Oktober 1992 und Juli 1993 wahr. Danach wurde er zur Shaw Air Force Base in South Carolina versetzt. Zwischen Juli 1993 und Juli 1995 war er dort stellvertretender Kommandeur der 9. Luftflotte (Ninth Air Force) und des U.S. Central Command Air Forces. Danach kehrte er ein weiteres Mal nach England zurück. Auf der RAF Mildenhall erhielt er das Kommando über die 3. Luftflotte (Third Air Force). Diesen Oberbefehl hatte er bis zum Juli 1997 inne.
Sein nächster Auftrag führte ihn nach Colorado Springs zur United States Air Force Academy. Am 1. August 1997 übernahm er dort in der Nachfolge von Paul E. Stein als Superintendent die Leitung dieser Ausbildungsstätte. Dieses Amt bekleidete er bis zum 9. Juni 2000, als er von John R. Dallager abgelöst wurde. Während seiner Zeit als Superintendent kam es zu finanziellen Unregelmäßigkeiten im Haushalt der Akademie, worauf eine offizielle Untersuchung angeordnet wurde. In der Folge wurde die von Oelstrom beantragte Versetzung in den Ruhestand zunächst nicht bewilligt. Er wurde stattdessen zum Stab des Air Force Space Command auf der Peterson Air Force Base versetzt. Nach Abschluss des Verfahrens über die Vorgänge an der Akademie wurde noch im Jahr 2000 seine Versetzung in den Ruhestand bewilligt. Es wurden offenbar keine Verfehlungen seinerseits festgestellt.
Während seiner aktiven Zeit als Militärpilot absolvierte er über 4400 Flugstunden auf verschiedenen Flugzeugtypen.
Nach seiner Pensionierung gehörte Tad Oelstrom für einige Jahre dem Stab der Harvard Kennedy School an. Dort leitete er deren National Security Program. Außerdem wurde er in die Wisconsin Hall of Fame aufgenommen.

## Daten der Beförderungen
| Abzeichen | Rang               | Jahr              |
| --------- | ------------------ | ----------------- |
|           | Second Lieutenant  | 9. Juni 1965      |
|           | First Lieutenant   | 9. Dezember 1966  |
|           | Captain            | 13. Juni 1968     |
|           | Major              | 1. September 1976 |
|           | Lieutenant Colonel | 1. Dezember 1979  |
|           | Colonel            | 1. September 1984 |
|           | Brigadier General  | 1. September 1991 |
|           | Major General      | 1. September 1993 |
|           | Lieutenant General | 1. August 1997    |

## Orden und Auszeichnungen
Tad Oelstrom' erhielt im Lauf seiner militärischen Laufbahn unter anderem folgende Auszeichnungen:
- Air Force Distinguished Service Medal
- Defense Superior Service Medal
- Legion of Merit
- Distinguished Flying Cross
- Air Medal
- Meritorious Service Medal